# 経済思想史
経済思想史（けいざいしそうし、英: history of economic thought）は、思想史の一種である。経済思想（経済現象をとらえる基盤となる思想）そのものや、その歴史を研究する学問の分野を指す。日本においては経済学史（history of economics）という名称も使われる。

## 概要
経済学は人間生活と結びついたことを研究するため、悪くいえば「俗世間の真中にいる学問」でもある。やや誇張的に表現すれば、「どうすれば富裕層になれるのか、逆にどういうときに貧困に陥るのか」や「どのような企業が効率的で、どのような企業が非効率的か」などを扱うので、金融、貿易、労働、財政、社会保障などの政策が絡むから、官庁で働く人も関与してくるし、マスメディア関係者も動向を世に報告する。とはいえ、いずれも役割が大きく異なるため、こうした人々がどのような仕事において役割を果たしているかに注意を払う必要がある。
要するに経済思想史を語るとなると、結局は「どういう人々がどういう成果を世に問い、それがどう評価されたか」に帰着するが、現状を分析して自説を作り、かつ公表するときは、「背後にある経済事情がどうであるかを知っているか」が前提となる。

## 主要な経済思想
以下は経済思想史で取り上げられる主なトピックをほぼ年代順に並べたもの。詳しくは、それぞれの項目を参照。
古典派以前の西欧
- スコラ学
- サラマンカ学派の経済論
- 重商主義
  - 重金主義
    - グレシャムの法則

  - 貿易差額主義
    - コルベルティスム（コルベール主義）

  - 政治算術（政治的解剖）
- カメラリスト（ドイツ官房学派）の思想
- 重農主義

古典派以降の西欧
- 古典派経済学
  - イギリス古典学派
- ドイツ歴史学派
- マルクス経済学
- 限界効用学派
  - オーストリア学派
  - ローザンヌ学派
  - ケンブリッジ学派 - 新古典派総合
- アメリカ制度学派 - 制度派経済学
- ケインズ経済学 - ニュー・ケインジアン
- 新古典派経済学
  - マネタリスト
  - サプライサイド経済学
- 新しい古典派
  - 合理的期待形成学派
- 進化経済学
- ゲーム理論

非ヨーロッパ圏
- 諸子百家の農家の思想
- 古農書の思想
- 経世致用の学（実学）
- 経世論（経世済民論） - 「経済」の語の起源となった。
- 地方書の思想

近代以降
- 滝本誠一『日本経済叢書』・『日本経済大典』
- 渋沢栄一『道徳経済合一説』
- 農本主義
- 広域圏思想